# Vereda da salvação
Vereda da salvação es una obra de teatro escrita por el autor teatral Jorge Andrade en 1964. Fue la cuarta obra de este dramaturgo y se estrenó en el Teatro Brasileiro de Comédia el 8 de julio de 1964.

## Sinopsis
La obra está contada de forma épica y con fondo trágico. Parte de un hecho real, la represión y la muerte de fanáticos religiosos de la comunidad de Catulé en Minas Gerais en 1955. Este acontecimiento es la base para tratar temas como el mesianismo o la fe.

## Estreno
La obra se estrenó en São Paulo, en el Teatro Brasileiro de Comédia con un elenco compuesto por actores de la talla de Raul Cortez, Cleyde Yáconis, Aracy Balabanian, Stênio Garcia, Lélia Abramo y Ruth de Souza.